# Ypthima baldus
Ypthima baldus är en fjärilsart som beskrevs av Fabricius 1775. Ypthima baldus ingår i släktet Ypthima och familjen praktfjärilar. Inga underarter finns listade i Catalogue of Life.

## Bildgalleri

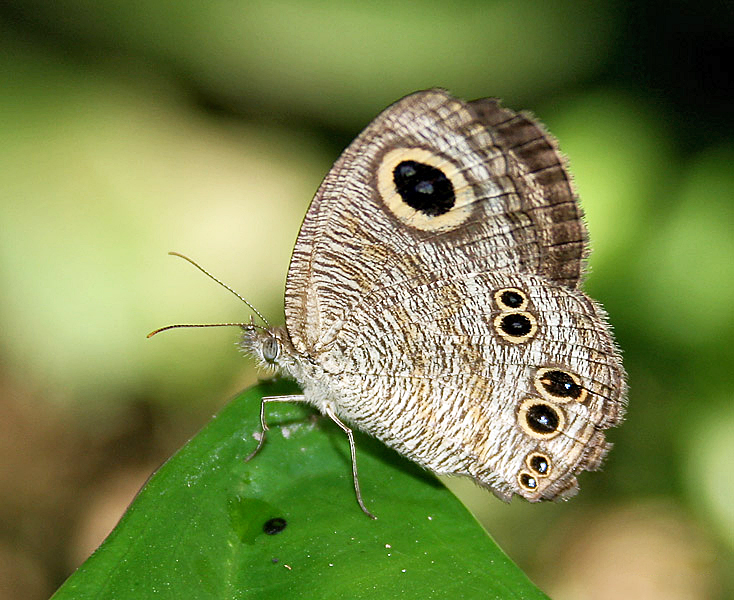
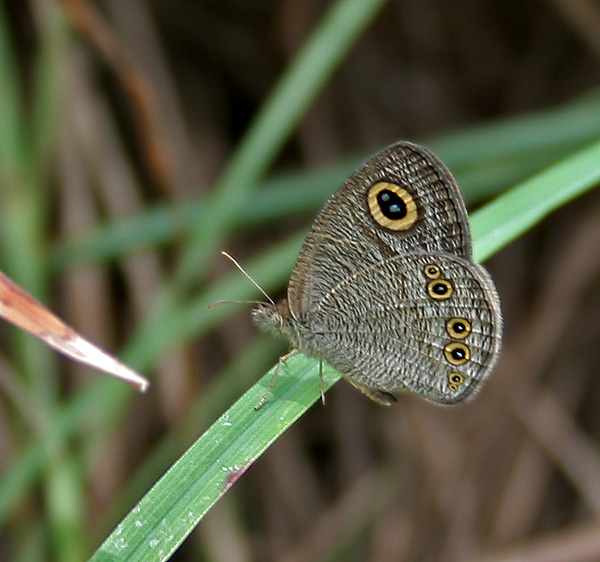
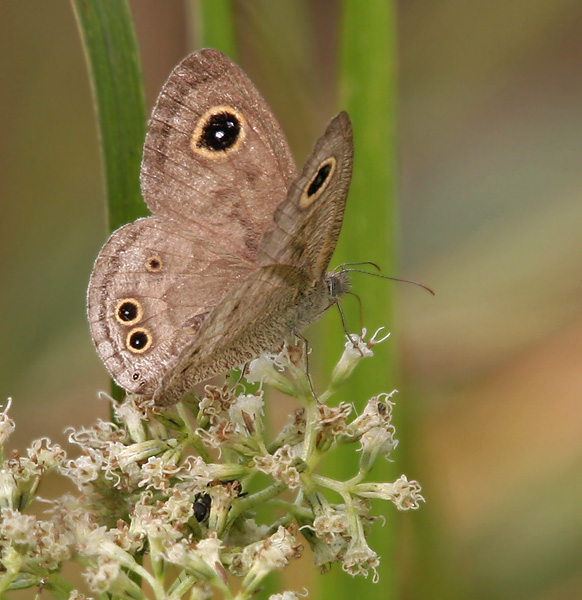
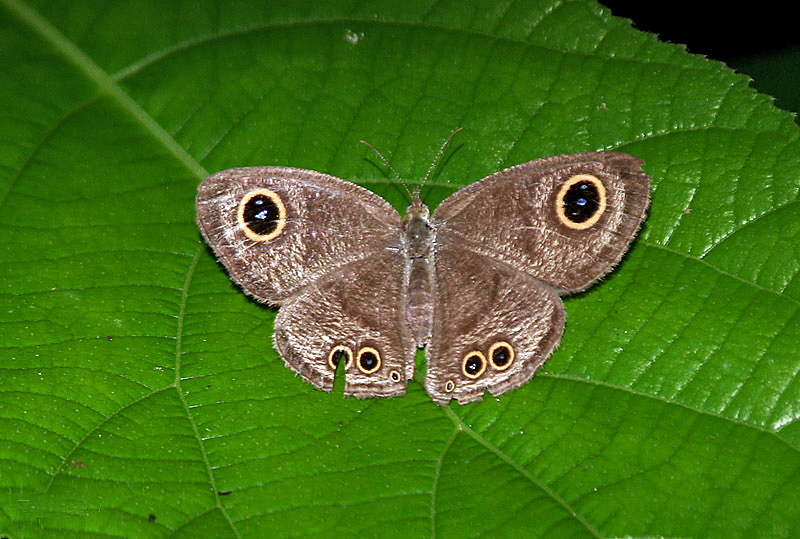
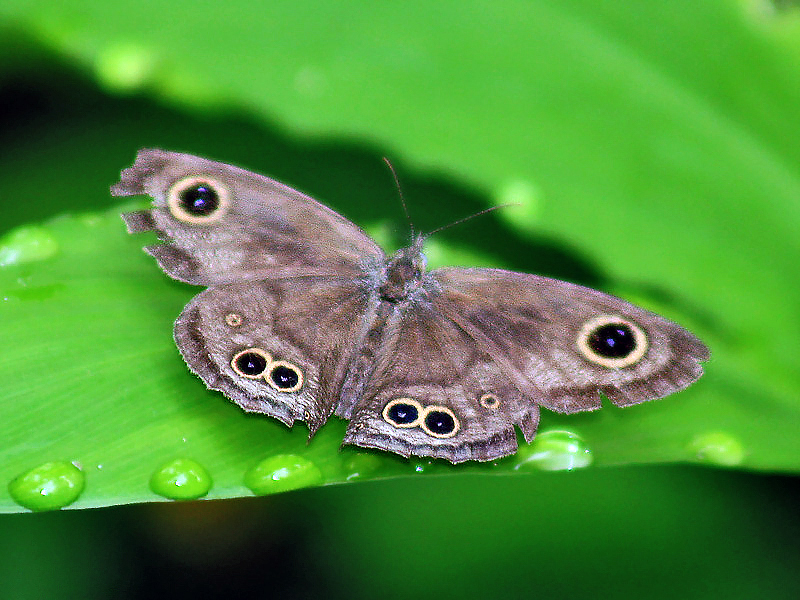
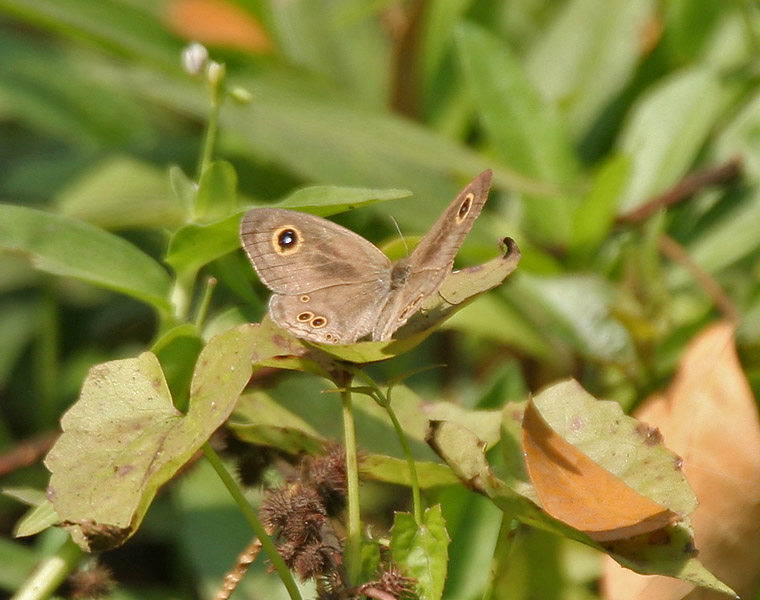